# عباس كعبي نسب
عباس كعبي نسب (بالفارسية: عباس کعبی) هو واحد من 12 عضوا في مجلس صيانة الدستور في جمهورية إيران الإسلامية كعضو محام. وهو يشغل في نفس الوقت مقعدا في مجلس خبراء القيادة كنائب محافظة خوزستان.

## مؤلفات
- الحصيلة في حكم الجهاد الابتداي في عصر الغيبة (الفقه الإستدلالي باللغة العربية)
- فقه العلاقات الدولية في الإسلام
- فقه الأمر بالمعروف والنهي عن المنكر
- ولاية الفقيه
- النظام القانوني في الإسلام مقارناً بالنظم الوضعية المعاصرة (شريطة المركز العالمي للعلوم الإسلامية الخاصة للطلاب غير الإيرانيين)
- فلسفة القانون
- القانون الدولي الإسلامي
- الحقوق الأساسية (التي قدمت إلى مركز التعليم العالي قم التابع لجامعة طهران)
- الضمانات التنفيذية للدستور
- الديمقراطية الدينية (4 مجلدات) أمين المؤتمر العلمي
- تنفيذ الأحكام بشكل علني وعواقبه
- الإسلام والتعددية، حقوق المواطنة والمجتمع المدني
- مفهوم ولاية الفقيه المطلقة القانون والسياسة والفقه
- دراسة في علم الحديث
- الحرية والدين والحرية والعدالة
- أزمة الهوية ودور الشيعة في الحفاظ على الوحدة وسلامة الأراضي في إيران بين القبائل العربية في خوزستان (شريطة ندوة جهاد قبائل خوزستان)
- تحقيقا حول صلاحيات وواجبات القيادة (إلى مجلس إعادة النظر في الدستور في عام 1368)
- احكام الميت ( فقه استدلالي)[3]